# Фабер, Петер Кристиан Фредерик
Петер Кристиан Фредерик Фабер (дат. Peder Christian Frederik Faber; 7 октября 1810 — 25 апреля 1877) — датский инженер, фотограф, поэт и общественный деятель. Наиболее известен как инициатор развития телеграфа, автор ряда популярных поэтических произведений, а также как пионер фотографии в Дании.

## Биография
В 1827—1840 годах получал высшее техническое образование, после чего был инспектором технического училища (ныне Датский технический университет). С 1840-х годов совместно с Эрстердом занялся прокладкой в Дании телеграфных линий; его усилиями была проложена телеграфная линия между Хельсингёром и Гамбургом, а длина телеграфных станций в стране увеличилась с 530 до 2800 км. В 1852 году стал главой датского телеграфного ведомства и считается одним из главных создателей телеграфной сети в стране. В июле 1840 года им была сделана первая в истории Дании фотография.
В 1848 году Фабер написал патриотическую песню «Tapre Landsoldat», в скором времени получившую огромную известность и популярность и выражавшую господствующие общественные настроения своего времени. Его перу принадлежат также фарс «Stegekjælderen» (1844) и сборник стихов «Viser og vers» (1877), отмеченные критикой за, согласно энциклопедии Nordisk familjebok, «тёплую чувственность и остроумие».
Его сын Андреас Вильгельм Фабер также стал литератором.